# Raibu Katayama
Raibu Katayama (jap. 片山來夢 Katayama Raibu; ur. 4 maja 1995 w Shizuoce) – japoński snowboardzista specjalizujący się w halfpipe’ie. W 2015 roku wystartował na mistrzostwach świata w Kreischbergu, gdzie zajął 16. miejsce w halfpipe’ie. Najlepsze wyniki w Pucharze Świata osiągnął w sezonie 2015/2016, kiedy to zajął siódme miejsce w klasyfikacji generalnej AFU, a w klasyfikacji halfpipe’u był drugi. Ponadto w sezonie 2017/2018 zajął trzecie miejsce w klasyfikacji HP. W 2018 roku wystartował na igrzyskach olimpijskich w Pjongczangu, gdzie był siódmy.

## Osiągnięcia

### Igrzyska olimpijskie
| Miejsce | Dzień     | Rok  | Miejscowość | Konkurencja | Zwycięzca   |
| ------- | --------- | ---- | ----------- | ----------- | ----------- |
| 7.      | 14 lutego | 2018 | Pjongczang  | Halfpipe    | Shaun White |

### Mistrzostwa świata
| Miejsce | Dzień       | Rok  | Miejscowość | Konkurencja | Zwycięzca    |
| ------- | ----------- | ---- | ----------- | ----------- | ------------ |
| 16.     | 17 stycznia | 2015 | Kreischberg | halfpipe    | Scotty James |
| 12.     | 8 lutego    | 2019 | Park City   | halfpipe    | Scotty James |
| 9.      | 13 marca    | 2021 | Aspen       | Halfpipe    | Yūto Totsuka |

### Puchar Świata

#### Miejsca w klasyfikacji generalnej
- - AFU[2]
- sezon 2014/2015: 57.
- sezon 2015/2016: 7.
- sezon 2017/2018: 7.
- sezon 2018/2019: 17.
- sezon 2019/2020: –
- sezon 2020/2021: 9.

#### Miejsca na podium w zawodach
1. Cardrona – 30 sierpnia 2015 (halfpipe) - 1. miejsce
2. Sapporo – 14 lutego 2016 (halfpipe) - 3. miejsce
3. Secret Garden – 21 grudnia 2017 (halfpipe) - 2. miejsce
4. Aspen – 21 marca 2021 (halfpipe) – 3. miejsce